# Roberto Salinas
Roberto Salinas (Buenos Aires, ¿? - ibídem, 11 de octubre de 1955) fue un actor de cine, radio y teatro argentino de larga trayectoria artística.

## Carrera
Roberto Salinas fue un prestigioso actor esencialmente de teatro y radio, que supo desplegar su talento también en el ambiente cinematográfico argentina.
En la pantalla grande si bien no tuvo grandes incursiones se lo pudo ver en películas dirigidas por  José Agustín Ferreyra, Lucas Demare y Rodolfo Blasco; y junto a primeras figuras como Enrique Muiño, Francisco Petrone, Jorge Salcedo, Maruja Gil Quesada, Nury Montsé, Osvaldo Miranda, Ilde Pirovano, Gogó Andreu, Osvaldo Terranova, entre otros. En 1959 le llegó la oportunidad de escribir junto con Fernando de Fuentes y  E. de la Parra el argumento del filme, Angustias de un secreto, dirigida por  Enrique Carreras, con Carlos Estrada y Mercedes Carreras como protagonistas.
En teatro se dedicó preferentemente al ámbito actoral y directivo de varias obras. Espionaje en alta mar, obra escrita por Alejandro Berruti, estrenada en el Teatro El Nacional, se supo lucir notablemente. Junto con Eduardo Boneo escribió una comedia policial con ritmo cinematográfico, dividida en 25 sets llamada Televisión.
Como actor radiofónico se lució en Radio Belgrano junto a la actriz y cancionista Chola Bosch. Luego por Radio Stentor hace el radioteatro policial, Las aventuras de Carlos Norton, con Emma Bernal. Trabajó en el Teatro Palmolive del aire junto a Celia Juárez. Por Radio El Mundo trabajó en el radioteatro auspiciado por jabón Palmolive de 1943, Idilio trunco, con Paquita Vehil, Rita Miranda, Gustavo Cavero, Margarita Corona, entre otros.

## Filmografía
Como actor:
- 1934: Mañana es domingo.
- 1942: El viejo Hucha
- 1960: La madrastra[4]

Como argumentista:
- 1959: Angustias de un secreto

## Teatro
- Yo quiero que tu me engañes (1931), con José Olarra, Paulina Singerman, Luisa Vehil, Pilar Gómez, Mary Nelson y Nicolás Fregues.